# Iosif Menassievich Bikerman
Iosif Menassievich Bikerman (auch Joseph Bikermann, Joseph Bickermann, russisch Иосиф Менассиевич Бикерман Iossif Menassijewitsch Bikerman; * 15. Januar 1867 in Okny; † 1945 in Nizza) war ein aus Russland stammender Journalist und Autor.

## Leben und Wirken
Bikerman wurde in eine arme jüdische Familien hineingeboren. Sein Vater war der Verleger Elias Menashe Bikerman (1824–1901), der u. a. die Werke Puschkins veröffentlicht hatte. Bikermann besuchte eine Cheder und eine Jeschiwa. Auf der Suche nach Arbeit zog Bikerman mit seinem Vater durch Podolsk, Cherson und Bessarabien. Ab seinem 15. Lebensjahr arbeitete er unter anderem in einem kleinen Laden, einen Kerosinlager und einer Bäckerei. Sein Vater ließ sich dann mit ihm und seinem Bruder Koplo Bikerman (1872–1897) in Chișinău nieder. Dort erlangte er 1896 mit 30 Jahren die Hochschulreife. AB 1897 studierte Bikerman an der Kaiserlichen Noworossijsker Universität in Odessa an der Fakultät für Geschichte und Philologie. Es gab Studentenunruhen, während derer Bikermann für zwei Jahre ausgewiesen wurde und nach Chișinău zurückkehrte. 1903 schloss er sein Studium in Odessa ab.
Zu Bikermans Freundeskreis gehörte u. a. der Autor Michail Morgulis (1837–1912). Um 1900 beteiligte er sich in der Zeitschrift Russkoje Bogatstwo an Debatten der jüdisch-russischen Intelligenzija um Fragen des Zionismus versus Autonomie bzw. Russifizierung der jüdischen Minderheit im Zarenreich.
In Berlin gehörte Bikerman einem Kreis von exilierten Intellektuellen, Publizisten und Juristen im „rechtskonservativen Spektrum“ an; zusammen mit Grigorij Landau, Daniil Pasmannik u. a. verfasste und veröffentlichte er den Aufsatzband Die Umwälzung in Russland und das Schicksal der russischen Juden (1924). Bikerman beschäftigte sich in seinem Beitrag zu dem Sammelband „mit der Gefahr, die in der jüdischen Präsenz in den Herrschaftsapparaten liege, und mit dem Selbstverständnis der Juden, das sie daran hindere, diese Gefahr überhaupt wahrzunehmen und auf Distanz zu den Bolschewiki zu gehen“. 1921–1922 gehörte er außerdem zu den Autoren, die im Exilverlag Slovo publizierten. Des Weiteren forschte und publizierte er über die Geschichte der Makkabäer.
Am 24. August 1896 heiratete Bikerman in Odessa die Kaufmannstochter Sarra Iljinitschna Bikerman (russisch Сарра Ильинична Бикерман, auch Sarah Bickermann, geschiedene Sarra Iljinitschna Waislowitsch, russisch Сарра Ильинична Вайслович, Geburtsname Sarra Iljinitschna Margulis, russisch Сарра Ильинична Маргулис; geb. 1860 oder 1866 in Chișinău; gest. 2. März 1931 in Berlin). Die Söhne des Paares waren der Althistoriker Elias Bickermann (1897–1981) und der Chemiker Jacob Joseph Bikerman (1898–1978), die beide während des Zweiten Weltkriegs in die Vereinigten Staaten emigrierten.

## Publikationen (Auswahl)
- Iosif Manasievich Bikerman: Россійская революція и государственная Дума [Russische Revolution und Staatsduma] (1906)
- Die Umwälzung in Russland und das Schicksal der russischen Juden : ein Sammelwerk (1925, Autor, Mitherausgeber)
- Iosif Menassievich Bikerman: Dr. Paul Nathan und des Problem der Ostjuden. Vaterländische Vereinigung Russischer Juden im Auslande. 1927
- Ten Years of Bolshevic Domination (Herausgeber)
- Iosif Manasievich Bikerman, Félix García: Don Quijote y Fausto, los héroes y las obras, Barcelona, Araluce [1932]
- Joseph Bickermann: Freiheit und Gleichheit: eine soziologische Untersuchung über das Grundproblem der menschlichen Gesellschaft. A. Collignon, 1934